# 8051 Pistoria
8051 Pistoria eller 1997 PP4 är en asteroid i huvudbältet som upptäcktes den 13 augusti 1997 av de båda italienska astronomerna Gabriele Cattani och Luciano Tesi vid Pian dei Termini-observatoriet. Den är uppkallad efter den italienska staden Pistoia.